# Велике Дюрягіно
Велике Дюря́гіно (рос. Большое Дюрягино) — присілок у складі Шуміхинського району Курганської області, Росія. Входить до складу Карачельської сільської ради.
Населення — 396 осіб (2010, 490 у 2002).
Національний склад станом на 2002 рік: росіяни — 97 %.